# Protium beandou
Protium beandou là một loài thực vật có hoa trong họ Burseraceae. Loài này được L. Marchand ex Engl. miêu tả khoa học đầu tiên năm 1883.